# 山本祐大
山本 祐大（やまもと ゆうだい、1998年9月11日 - ）は、大阪府大阪市大正区出身のプロ野球選手（捕手）。右投右打。横浜DeNAベイスターズ所属。
独立リーグ出身の選手として初のゴールデングラブ賞受賞者。

## 経歴

### プロ入り前
実父がシニアリーグの大正リトルシニアでコーチを務める影響で、大阪市立泉尾北小学校時代に野球を始めると、大阪市立大正東中学校時代に大正リトルシニアの捕手として活躍した。DeNAに同期入団した阪口皓亮は中学校の1つ後輩にあたる。
京都翔英高等学校への進学後は、同期の石原彪が捕手だったことから外野手を務めていた。石原とクリーンアップを組んだ3年時の夏には、第98回全国高等学校野球選手権大会に出場。樟南高等学校との初戦で浜屋将太から安打を1本放ったものの、チームは1-9で敗れた。野球部には1学年先輩に小野寺暖がいる。
NPB球団への入団を目標に、高校からの卒業後に中部学院大学への進学を予定していたため、入学前に野球部の練習へ参加。しかし「ここ（中部学院大学）ではNPBを目指せない」と感じたことから、入学を急遽断念したうえで高いレベルの練習環境を求めた。その結果、2017年からベースボール・チャレンジ・リーグへ加盟したばかりの滋賀ユナイテッドBCへ、シーズン途中の5月に入団した。背番号は3。

### BCリーグ・滋賀時代
入団後にポジションを捕手に戻した。2017年シーズンの開幕から1か月遅れての入団にもかかわらず、持ち前の強肩を武器に正捕手の座を確保し、リーグ戦56試合の出場で、打率.294、2本塁打、盗塁阻止率.448を記録した。滋賀時代のチームメイトには後にDeNAに入団する渡辺明貴がおり、バッテリーを組んでいた。
2017年10月26日に行われたドラフト会議では、横浜DeNAベイスターズから9位指名を受け、契約金1700万円、年俸500万円（金額は推定）という条件で入団した。背番号は50。支配下登録対象選手としての指名では最後（82番目）であった。また、滋賀所属の選手がNPBのドラフト会議で指名された事例や、BCリーグ加盟球団に所属する高卒1年目の選手がNPBのドラフト会議で支配下登録対象選手として指名された事例は、いずれも初めてであった。担当スカウトは小林晋哉。

### DeNA時代

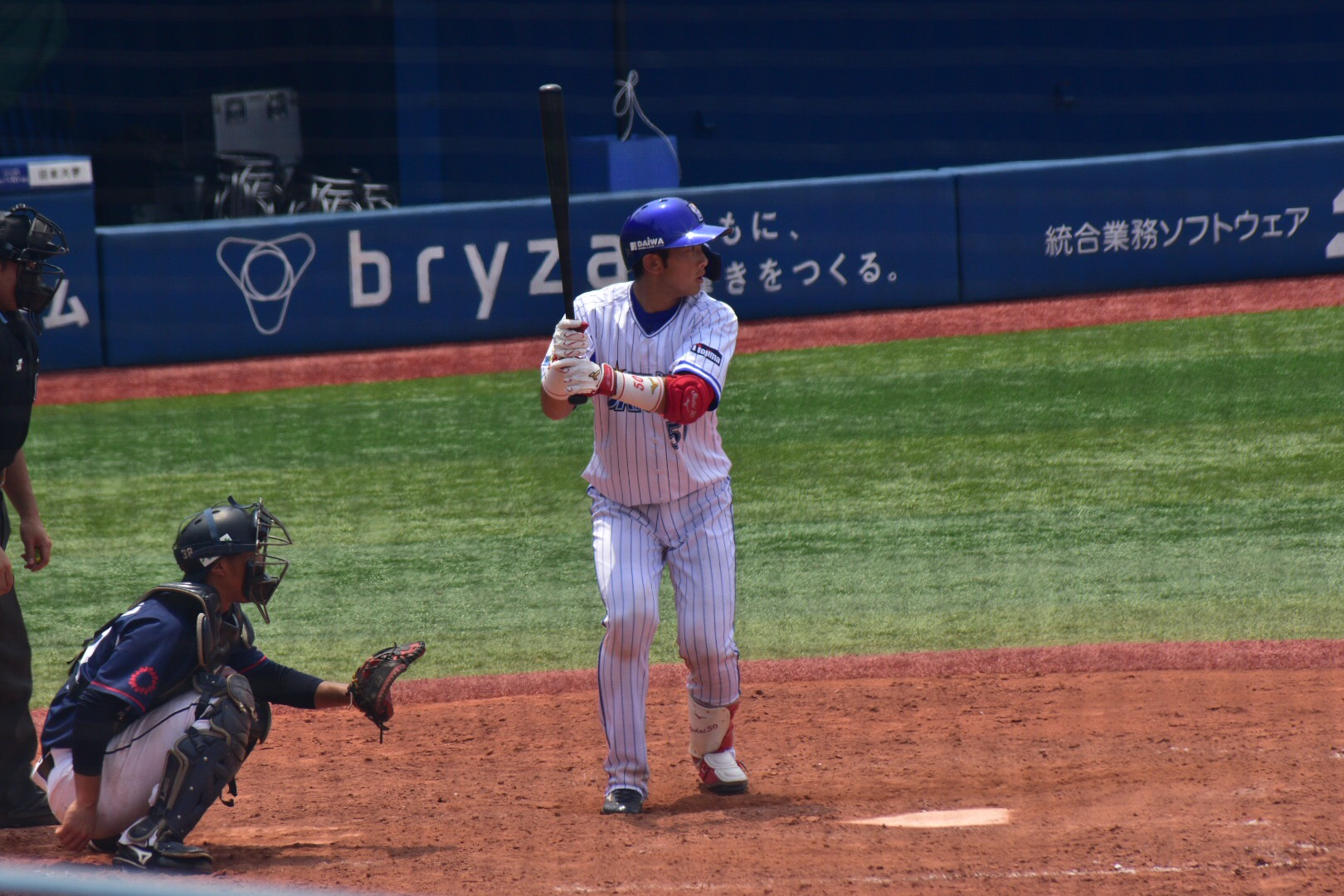
2019年6月21日 横浜スタジアムにて

2018年は、新人合同自主トレーニングの初日（1月8日）に体調不良を訴えたため、病院で診察を受けたところインフルエンザA型への感染が判明。その影響で、1月11日に予定していたNPB主催の新人選手研修への参加を、同期入団の新人9選手と共に見合わせた。その後、2月の春季キャンプからチームに復帰した。開幕後は5月25日の対東京ヤクルトスワローズ戦（明治神宮野球場）の9回裏に、捕手として一軍公式戦にデビュー。8月19日の対広島東洋カープ戦（横浜スタジアム）の8回裏に代打で一軍公式戦の初打席を迎えると、一軍での初安打を飯田哲矢からの代打2点本塁打で記録した。その直後に出場選手登録を抹消されたが、山本が未成年（19歳）でありながら4月から3回にわたって飲食店で飲酒していたことが抹消中に発覚した。山本は、8月30日に球団からこの件で厳重注意を受けるとともに、シーズン中の外出が禁じられた（ユニフォームを着用しての練習への参加や、試合への出場は認められた）。結果として一軍公式戦への出場は2試合、安打は上記の本塁打だけにとどまった。
2019年は、5月3日にシーズン初の出場選手登録を果たしたが、一軍公式戦2試合に出場しただけで同7日に登録を抹消された。抹消後の5月23日には、イースタン・リーグの対ヤクルト戦（横須賀スタジアム）7回裏の打席で、鈴木裕太から頭部に死球を受けた。その影響で一時戦線を離れたものの、6月11日にBCリーグ選抜との練習試合で実戦に復帰。7月下旬から一軍に戻ると、8月28日の対ヤクルト戦（横浜）延長12回裏に二死満塁からその日唯一残っていた野手として代打で出場し、星知弥から右翼前にサヨナラ安打を放った。
2020年は、初めて一軍キャンプメンバーに抜擢されるも、開幕は二軍で迎えた。二軍では捕手として最多出場を果たし、打率.274、リーグトップの.691の盗塁阻止率を記録。一軍出場は2試合、3打数ノーヒットにとどまった。
2021年は、自身初の開幕一軍入りを果たすも目立った活躍を見せられずに4月25日に降格した。その後、6月22日に再昇格を果たすと、直後に正捕手である伊藤光が腰の違和感を訴えたこともあり、スタメンでの出場機会が急増。6月25日からの首位阪神3連戦では全27イニングフル出場でマスクを任され、好リードでチームを3連勝に導く活躍を見せた。後半戦からは伊藤光に代わり1軍昇格してきた戸柱恭孝と併用して先発マスクを被ることが多くなり、9月2日の広島東洋カープ戦（横浜）では九里亜蓮から自身3年ぶりとなる本塁打を放った。最終的に自己最多の51試合に出場。盗塁阻止率.368と強肩をアピールし、フルでマスクを被った試合では15勝4敗1分という好成績を記録したが打率.131、1本塁打と打撃に課題を残した。
2022年も、開幕一軍を果たし、3月29日の中日ドラゴンズ戦（バンテリンドーム ナゴヤ）では先発のフェルナンド・ロメロとバッテリーを組んでチーム初勝利に貢献。4月16日のヤクルト戦（横浜）ではバッテリーを組んだ上茶谷大河がマダックス（100球未満での完封）を達成するなど投手陣を支えたが、開幕から17試合で打率.103と打撃に課題を抱え、次第に嶺井博希がスタメンに就くことが増えていき、故障から復帰した伊藤光と入れ替わる形で6月20日に登録抹消となった。そこからシーズン終了までは二軍で過ごした。二軍での成績は38試合で打率.204、1本塁打。
2023年は主に東克樹とバッテリーを組み、東の最多勝・最高勝率をリード面でアシスト。東がヒーローインタビューを受けた際、ほぼ毎回のように「祐大のおかげです」とコメントし、山本のリードを称えた。打撃面も大きく成長し、オープン戦では打率4割、公式戦でも打率2割後半を常にキープ。後半戦は東以外の先発投手ともバッテリーを組む機会が増え、戸柱（43試合）、伊藤（48試合）を上回る52試合でスタメンマスクを被り、うち41試合はフル出場した。71試合の出場で打率.277、3本塁打、16打点、OPS.729といずれも自己最高の成績でシーズンを終え、東とともに最優秀バッテリー賞に選出された。規定未到達ながらも、盗塁阻止率は.455と持ち味の強肩も発揮。12月14日には1270万円増の年俸2300万円で契約更改した。
2024年は、3月6日・7日開催の「カーネクスト 侍ジャパンシリーズ2024 日本 vs 欧州代表」の出場選手に選出された。この年も開幕から攻守ともに好調で、前半戦終了時点で規定打席未到達ながら3割台の打率とリーグトップの盗塁阻止率を記録し、7月にはオールスターゲームにファン投票によって初選出された。球団の捕手でファン投票で選出されたのは1960年の土井淳以来64年ぶりとなった。「打てる捕手」として存在感を示し、9月15日時点での規定打席到達者ではリーグ2位の打率を記録していたが、同日の広島戦（MAZDA Zoom-Zoomスタジアム広島）で常廣羽也斗の内角高めの直球をよけきれず、右手首付近への死球となる。痛みに堪えられずそのままベンチ裏に下がって治療を受けるも交代となり、広島市内の病院へ直行した。翌日、球団より右尺骨骨折の診断結果が発表され、戦線離脱となった。同年中の復帰は絶望的な状況で、離脱時点でリーグの最終規定打席数に到達しておらず、2007年の相川亮二以来17年ぶりとなり得た球団捕手による規定打席到達は達成できなかった。同年11月に開催の世界野球プレミア12での侍ジャパン監督の井端弘和から期待を寄せられた若手選手の一人だったが、招集されなかった。離脱後は同学年の牧秀悟の気遣いで山本のユニフォームがベンチに掛けられ、球団から「祐大と共に」と書かれたタオルも発売された。その後、チームはクライマックスシリーズを勝ち抜き、10月24日に日本シリーズ出場資格選手名簿入りし復帰。28日の福岡での全体練習からチームに合流し、30日の第4戦からはベンチ入りした。ベンチからのサポートに徹し、結局試合出場はなかったものの、チームは福岡ソフトバンクホークスに4勝し、26年ぶりの日本一に輝いた。11月12日には三井ゴールデン・グラブ賞の捕手部門の受賞が発表された。2位に大差をつけての初受賞で、独立リーグ出身選手の受賞は両リーグの全ポジションを通じて史上初である。同月25日にはベストナイン賞の捕手部門の受賞も発表された。こちらも2位に大差をつけての初受賞だった。ゴールデングラブ賞、ベストナイン賞ともに、球団の捕手では1998年の谷繁元信以来26年ぶりの受賞である。
2025年は、骨折から復帰し、ラグザス 侍ジャパンシリーズ2025のオランダ代表戦の日本代表に選出され、2年連続で強化試合に出場する。

## 選手としての特徴
二塁への送球タイムが最速で1秒8台前半を記録するほどの強肩を、滋賀時代から高く評価されている。かつてはブロッキングを苦手としていたが、自主トレで梅野隆太郎に弟子入りして技術力を向上させた。
打撃はかつて体に力がなかったが故に反動を使って打つことが多かったものの、技術的、体力的なトレーニングを重ねた結果、2023年からは反動を使わずにバットを振るようになった。そのため、ボールを長く見られるようになり、三振数を減らしている。また、チームメイトの桑原将志からのアドバイスを参考にした結果、同年の打撃改善につながっている。2025年の前半戦は強く振ることを意識していたが、前年と比べて打撃が不調気味であった。7月下旬のオールスター期間中、球団施設「DOCK」で高卒新人野手の田内真翔に「強く振りたくならないの？」と尋ねたところ「強く振りたくなりますけど、それじゃ打てません」と返され、山本は「グサッと来ました。その通りだと」とこの言葉が転機となり、8月から打撃が復調傾向にある。
本塁打を打った際には佐野恵太や牧秀悟ら同様、YouTuberコンビ・サワヤンのポーズを真似たパフォーマンス「デスターシャ」を披露する。
視力が悪い（右0.3、左0.5）ため、2020年より視力が1.5に矯正されるサングラスを守備限定で導入している。2021年オフにレーシック手術をしてからは視力が良くなり、サングラスを着用しなくなった。

## 詳細情報

### 年度別打撃成績
| 年 度     | 球 団     | 試 合 | 打 席 | 打 数 | 得 点 | 安 打 | 二 塁 打 | 三 塁 打 | 本 塁 打 | 塁 打 | 打 点 | 盗 塁 | 盗 塁 死 | 犠 打 | 犠 飛 | 四 球 | 敬 遠 | 死 球 | 三 振 | 併 殺 打 | 打 率 | 出 塁 率 | 長 打 率 | O P S |
| --------- | --------- | ----- | ----- | ----- | ----- | ----- | -------- | -------- | -------- | ----- | ----- | ----- | -------- | ----- | ----- | ----- | ----- | ----- | ----- | -------- | ----- | -------- | -------- | ----- |
| 2018      | DeNA      | 2     | 1     | 1     | 1     | 1     | 0        | 0        | 1        | 4     | 2     | 0     | 0        | 0     | 0     | 0     | 0     | 0     | 0     | 0        | 1.000 | 1.000    | 4.000    | 5.000 |
| 2019      | DeNA      | 13    | 12    | 12    | 0     | 4     | 0        | 0        | 0        | 4     | 2     | 0     | 0        | 0     | 0     | 0     | 0     | 0     | 3     | 0        | .333  | .333     | .333     | .667  |
| 2020      | DeNA      | 2     | 3     | 3     | 0     | 0     | 0        | 0        | 0        | 0     | 0     | 0     | 0        | 0     | 0     | 0     | 0     | 0     | 1     | 0        | .000  | .000     | .000     | .000  |
| 2021      | DeNA      | 51    | 111   | 99    | 4     | 13    | 2        | 0        | 1        | 18    | 4     | 0     | 0        | 7     | 0     | 4     | 0     | 1     | 27    | 0        | .131  | .173     | .182     | .355  |
| 2022      | DeNA      | 17    | 32    | 29    | 1     | 3     | 1        | 0        | 0        | 4     | 1     | 0     | 0        | 0     | 1     | 2     | 1     | 0     | 4     | 1        | .103  | .156     | .138     | .294  |
| 2023      | DeNA      | 71    | 200   | 173   | 18    | 48    | 7        | 1        | 3        | 66    | 16    | 0     | 0        | 7     | 1     | 18    | 1     | 1     | 26    | 3        | .277  | .347     | .382     | .729  |
| 2024      | DeNA      | 108   | 403   | 358   | 29    | 104   | 14       | 2        | 5        | 137   | 37    | 1     | 1        | 9     | 6     | 27    | 1     | 3     | 41    | 12       | .291  | .340     | .383     | .723  |
| 通算：7年 | 通算：7年 | 264   | 762   | 675   | 62    | 173   | 24       | 3        | 10       | 233   | 62    | 1     | 1        | 23    | 8     | 51    | 3     | 5     | 102   | 16       | .256  | .310     | .345     | .655  |

- 2024年度シーズン終了時
- 各年度の太字はリーグ最高

### 年度別守備成績
捕手守備
| 年 度 | 球 団 | 捕手  | 捕手  | 捕手  | 捕手  | 捕手  | 捕手     | 捕手  | 捕手     | 捕手     | 捕手     | 捕手     |
| 年 度 | 球 団 | 試 合 | 刺 殺 | 補 殺 | 失 策 | 併 殺 | 守 備 率 | 捕 逸 | 企 図 数 | 許 盗 塁 | 盗 塁 刺 | 阻 止 率 |
| ----- | ----- | ----- | ----- | ----- | ----- | ----- | -------- | ----- | -------- | -------- | -------- | -------- |
| 2018  | DeNA  | 1     | 1     | 0     | 0     | 0     | 1.000    | 0     | 0        | 0        | 0        | ----     |
| 2019  | DeNA  | 5     | 8     | 0     | 0     | 0     | 1.000    | 0     | 2        | 2        | 0        | .000     |
| 2020  | DeNA  | 1     | 4     | 1     | 0     | 0     | 1.000    | 0     | 1        | 1        | 0        | .000     |
| 2021  | DeNA  | 49    | 220   | 25    | 4     | 4     | .984     | 1     | 19       | 12       | 7        | .368     |
| 2022  | DeNA  | 17    | 64    | 4     | 0     | 0     | 1.000    | 0     | 1        | 1        | 0        | .000     |
| 2023  | DeNA  | 67    | 411   | 36    | 4     | 8     | .991     | 1     | 33       | 18       | 15       | .455     |
| 2024  | DeNA  | 106   | 705   | 76    | 2     | 6     | .997     | 3     | 54       | 35       | 19       | .352     |
| 通算  | 通算  | 246   | 1413  | 172   | 10    | 18    | .994     | 5     | 110      | 69       | 41       | .373     |

内野守備
| 年 度 | 球 団 | 一塁  | 一塁  | 一塁  | 一塁  | 一塁  | 一塁     |
| 年 度 | 球 団 | 試 合 | 刺 殺 | 補 殺 | 失 策 | 併 殺 | 守 備 率 |
| ----- | ----- | ----- | ----- | ----- | ----- | ----- | -------- |
| 2023  | DeNA  | 1     | 0     | 0     | 0     | 0     | ----     |
| 通算  | 通算  | 1     | 0     | 0     | 0     | 0     | ----     |

- 2024年度シーズン終了時[注 3]
- 各年度の太字はリーグ最高
- 太字年はゴールデングラブ賞受賞年

### 表彰
- ベストナイン：1回（捕手部門 : 2024年）
- ゴールデングラブ賞：1回（捕手部門：2024年）
- 最優秀バッテリー賞：1回（2023年 投手：東克樹）
- ロデオドライブ ニューヒーロー賞（2023年）[59]

### 記録

#### NPB
初記録
- 初出場：2018年5月25日、対東京ヤクルトスワローズ9回戦（明治神宮野球場）、9回裏に髙城俊人に代わり捕手として出場
- 初打席・初安打・初本塁打・初打点：2018年8月19日、対広島東洋カープ18回戦（横浜スタジアム）、8回裏に飯田哲矢から左越2ラン ※史上63人目の初打席本塁打
- 初先発出場：2019年5月6日、対読売ジャイアンツ7回戦（横浜スタジアム）、「8番・捕手」で先発出場
- 初盗塁：2024年4月12日、対東京ヤクルトスワローズ1回戦（横浜スタジアム）、 4回裏に二盗（投手：サイスニード、捕手：松本直樹）

その他の記録
- 初打席本塁打 ※史上63人目

### 独立リーグでの打撃成績
| 年 度     | 球 団     | 試 合 | 打 数 | 得 点 | 安 打 | 二 塁 打 | 三 塁 打 | 本 塁 打 | 塁 打 | 打 点 | 三 振 | 四 球 | 死 球 | 犠 打 | 犠 飛 | 盗 塁 | 失 策 | 併 殺 打 | 打 率 | 出 塁 率 | 長 打 率 | O P S |
| --------- | --------- | ----- | ----- | ----- | ----- | -------- | -------- | -------- | ----- | ----- | ----- | ----- | ----- | ----- | ----- | ----- | ----- | -------- | ----- | -------- | -------- | ----- |
| 2017      | 滋賀      | 56    | 197   | 21    | 58    | 4        | 1        | 2        | 70    | 19    | 28    | 10    | 3     | 4     | 3     | 0     | 5     | 3        | .294  | .333     | .355     | .689  |
| 通算：1年 | 通算：1年 | 56    | 197   | 21    | 58    | 4        | 1        | 2        | 70    | 19    | 28    | 10    | 3     | 4     | 3     | 0     | 5     | 3        | .294  | .333     | .355     | .689  |

### 背番号
- 3（2017年）
- 50（2018年 - ）

### 登場曲
- 「シグナル」WANIMA（2018年 -2019年）
- 「SKY's the limit」ぼくのりりっくのぼうよみ（2019年）
- 「りんどう」WANIMA（2020年 - 2021年）※奇数打席
- 「春を待って」WANIMA（2020年 - 2021年）※偶数打席
- 「Hero too」林ゆうき（2021年）※奇数打席
- 「夢のあかし」RAM WIRE（2021年）※偶数打席
- 「Nekozilla」Different Heaven（2022年）※奇数打席
- 「しょぼい顔すんなよベイベー」ザ・ルーズドッグス（2022年）※偶数打席
- 「逆光」Ado（2022年）
- 「Soar」Bigfumi（2023年 - ）